# Мстислав (князь тарусский)
Мстислав (в крещении Иван) (ум. 8 сентября 1380) — князь Тарусский, согласно родословным один из внуков Юрия (полулегендарного сына Михаила Черниговского) (в этом случае Иванович). По версии Зотова Р. В. правнук Юрия, сын Ивана Константиновича и брат Константина Оболенского (уб.1368), соответствует князю Иоанну-Мстиславу, упомянутому без отчества и удела на поз.89 Любецкого синодика. По версии, изложенной в БРЭ, также правнук Юрия и брат Константина Оболенского, но сын Юрия Ивановича. По версии Безносюка С. Н., выводящего тарусских и оболенских князей от трубчевских, Фёдор и Мстислав тарусские, погибшие в Куликовской битве (1380), были сыновьями Семёна Юрьевича и племянниками Константина.

## Происхождение
В Летописной повести о Куликовской битве, которая приведена в Новгородской Карамзинской, Софийской I и Новгородской IV летописях, в числе погибших в битве 8 сентября 1380 года упоминается двое тарусских князей — Фёдор Тарусский и его брат Мстислав Тарусский либо Иван-Мстислав тарусский. Также имена Фёдора и Мстислава содержатся в ряде списков Печатного варианта Основной редакции «Сказания о Мамаевом побоище», созданной в 1385 году.Одновременно в числе командующих сторожевым полком упоминаются Семён Константинович Оболенский и его брат Иван Тарусский, под которым подразумевается  Иван Константинович Оболенский, участник осады Твери (1375). 
В родословной, которую князья Волконские после отмены местничества подали в 1688 году, Фёдор и Мстислав были названы сыновьями тарусского князя Ивана Юрьевича Толстая Голова. После того, как несколько князей, однородцев Оболенских, отказались признавать происхождение Волконских, указав что в официальной родословной у Юрия Тарусского отсутствует сын Иван, была составлена челобитная, в которой подробно описывалось происхождение Ивана, а также его двоих сыновей, которые погибли в 1380 году в Куликовской битве. Однако окончательно происхождение Волконских от тарусских князей было признано только в 1794 году. Эту версию приняла историк рода Волконских, княжна Е. Г. Волконская, а за ней — исследователь родословия черниговских князей Г. А. Власьев.
Р. В. Зотов считал их обоих братьями убитого в 1368 году оболенского князя Константина Ивановича. В «Любецком синодике» под № 70 упомянут князь Иоанн Мстислав. Р. Г. Зотов отождествил его с Мстиславом Тарусским, считая его родным братом Константина Оболенского и при этом сыном Ивана Константиновича, а не Ивана Юрьевича Толстой Головы. В то же время Г. А. Власьев подвергает эту идентификацию сомнению. По мнению Г. А. Власьева Мстислав был князем Спажским. Безносюк С. Н. назвал Фёдора и Мстислава сыновьями Семёна Юрьевича, основателя пресекшегося рода князей Конинских и Спажских. Такая версия происхождения Волконских обходит и вопрос существования Ивана Толстой Головы, и проблему отсутствия предков Волконских в родословии Оболенских.
Вероятно, Мстислав вместе с братом Фёдором были подчинены московским князьям. После гибели Мстислава ему наследовали двое бездетных сыновей, которые названы князьями Спажскими.

## Семья
Если верна идентификация Р. Г. Зотова, то имя жены Мстислава было София. Согласно родословным, у него было двое сыновей:
- Борис Мстиславич, князь Спажский
- Михаил Мстиславич, князь Спажский